# Llista de jugadores de la WNBA
Això és una llista de les jugadores en actiu i retirades de la WNBA:

## A
- Svetlana Abrosimova
- Bella Alarie
- Chantelle Anderson
- Janeth Arcain
- Marlies Askamp
- La'Tangela Atkinson
- Seimone Augustus
- Jennifer Azzi

## B
- Alison Bales
- Elena Baranova
- Suzy Batkovic
- Cass Bauer-Bilodeau
- Alana Beard
- Tully Bevilaqua
- Jessica Bibby
- Sue Bird
- Debbie Black
- Ruthie Bolton
- Susan King Borchardt
- Jenny Boucek
- Sandy Brondello
- Erin Buescher
- Heather and Heidi Burge
- Latasha Byears

## C
- Edna Campbell
- Dominique Canty
- Monique Cardenas
- Swin Cash
- Tamika Catchings
- Cynthia Cooper
- Lauren Cox
- Sylvia Crawley
- Shanna Crossley
- Monique Currie

## D
- Stacey Dales-Schuman
- Helen Darling
- Anna DeForge
- Elena Delle Donne
- Jennifer Derevjanik
- Skylar Diggins-Smith
- Tamecka Dixon
- Katie Douglas
- Candice Dupree
- Margo Dydek

## E
- Simone Edwards
- Teresa Edwards
- Tonya Edwards

## F
- Trisha Fallon
- Barb Farris
- Allison Feaster
- Katie Feenstra
- Marie Ferdinand
- Kristin Folkl
- Cheryl Ford
- Sylvia Fowles
- La'Keshia Frett
- Linda Frohlich

## G
- Jennifer Gillom
- Émilie Gomis
- Adrienne Goodson
- Yolanda Griffith
- Brittney Griner
- Sandrine Gruda
- Erin Grant

## H
- Becky Hammon
- Lisa Harrison
- Kristi Harrower
- Vanessa Hayden
- Kristin Haynie
- Dena Head
- Sonja Henning
- Katrina Hibbert
- Ebony Hoffman
- Chamique Holdsclaw
- Kedra Holland-Corn

## I
- Sabrina Ionescu

## J
- Lauren Jackson
- Tamicha Jackson
- Tammy Jackson
- Amber Jacobs
- Shannon Johnson
- Temeka Johnson
- Vickie Johnson
- Asjha Jones
- Jonquel Jones
- Merlakia Jones

## K
- Catherine Kraayeveld
- Ashley Key

## L
- Amanda Lassiter
- Edwige Lawson
- Tamara Lawson
- Kara Lawson
- Betty Lennox
- Lisa Leslie
- Nancy Lieberman
- Rebecca Lobo

## M
- Mwadi Mabika
- Kristen Mann
- Rhonda Mapp
- Tonya Massaline
- Brandi McCain
- Janel McCarville
- Nikki McCray
- Taj McWilliams-Franklin
- Emma Meesseman
- Chasity Melvin
- Coco Miller
- Kelly Miller
- DeLisha Milton-Jones
- Loree Moore
- Maya Moore
- Tamara Moore

## N
- Emmeline Ndongué
- Deanna Nolan
- Kia Nurse
- Vanessa Nygaard

## O
- Arike Ogunbowale
- Chiney Ogwumike
- Nneka Ogwumike
- Nicole Ohlde

## P
- Murriel Page
- Sabrina Palié
- Wendy Palmer-Daniel
- Candace Parker
- Kate Paye
- Ticha Penicheiro
- Kim Perrot
- Bridget Pettis
- Erin Phillips
- Tari Phillips
- Plenette Pierson
- Cappie Pondexter
- Angie Potthoff
- Elaine Powell
- Nicole Powell

## R
- Semeka Randall
- Kristin Rasmussen
- Ruth Riley
- Jennifer Rizzotti
- Crystal Robinson

## S
- Satou Sabally
- Nykesha Sales
- Sheri Sam
- Audrey Sauret
- Laure Savasta
- Shoni Schimmel
- Kelly Schumacher
- Olympia Scott
- Suzie McConnell Serio
- K.B. Sharp
- Katie Smith
- Kim Smith
- Charlotte Smith
- Tangela Smith
- Belinda Snell
- Michelle Snow
- Dawn Staley
- Kate Starbird
- Maria Stepanova
- Breanna Stewart
- Jackie Stiles
- Andrea Stinson
- Shanele Stires
- Tamara Stocks
- Ann Strother
- Sui Feifei
- Laura Summerton
- Tammy Sutton-Brown
- Sheryl Swoopes

## T
- Diana Taurasi
- Lindsay Taylor
- Penny Taylor-Gil
- Nikki Teasley
- Kasha Terry
- Christi Thomas
- LaToya Thomas
- Stacey Thomas
- Alicia Thompson
- Tina Thompson
- Iciss Tillis
- Michele Timms
- Penny Toler
- Kristi Toliver
- Tiffany Travis
- Barbara Turner
- Polina Tzekova

## V
- Michele Van Gorp
- Courtney Vandersloot
- Kamila Vodichkova

## W
- Ayana Walker
- DeMya Walker
- Coquese Washington
- Ann Wauters
- Teresa Weatherspoon
- Kendra Wecker
- Lindsay Whalen
- Stephanie White
- Tan White
- Tamika Whitmore
- Sue Wicks
- Mistie Williams
- Natalie Williams
- Tamika Williams
- A'ja Wilson
- Sophia Witherspoon
- Kara Wolters
- Lynette Woodard
- Brooke Wyckoff

## Y
- Corissa Yasen
- Nevriye Yilmaz
- Sophia Young

## Z
- Amanda Zahui B.
- Francesca Zara